# 95 Arethusa
95 Arethusa (in italiano 95 Aretusa) è un grande asteroide della Fascia principale. Ha una superficie scura e una composizione carboniosa e primitiva.
Arethusa fu scoperto da Karl Theodor Robert Luther il 23 novembre 1867 dall'Osservatorio di Düsseldorf (situato nel distretto urbano di Bilk) in Germania, di cui era direttore dal 1851. Fu battezzato così in onore di una delle varie Aretusa nella mitologia greca.
Arethusa ha occultato una stella tre volte: la prima il 2 febbraio 1998 e non meno di due volte nel gennaio 2003.
L'asteroide prende il nome da Aretusa, ninfa della mitologia greca appartenente alle esperidi.